# Wiesau (Fluss)
Die Wiesau ist ein rechter Zufluss der Tirschenreuther Waldnaab in der Oberpfalz in Bayern. Sie entspringt nordwestlich von Fuchsmühl im Steinbrunnen in der Nähe der Plattenmühle.

## Geographie

### Verlauf
Die Wiesau fließt von Fuchsmühl in südöstliche Richtung nach Markt Wiesau. Nachdem sie die Gemeinde umflossen hat, unterquert sie die Bundesautobahn 93 und fließt in den Schönhaider Wald. Sie trennt diesen vom Sterzer Wald. Die Wiesau speist einige Teiche, bis sie dann in die Tirschenreuther Waldnaab mündet.